# 陶瑞宝
陶瑞宝（1937年3月17日—），男，上海人，中国理论物理学家，复旦大学教授。

## 生平
1937年出生在上海。1960年毕业于复旦大学物理系，1964年该校研究生毕业。2003年当选为中国科学院院士。